# Ente nazionale industrie cinematografiche
L'Ente nazionale industrie cinematografiche, comunemente abbreviato in ENIC, è stata una casa di produzione e distribuzione cinematografica italiana.

## Storia
Nata per volere dell'Istituto Luce nel 1935, rilevò la Società Anonima Stefano Pittaluga attiva nel primo periodo sonoro. Fu attiva dal 1935 al 1959, produsse una trentina di film e ne distribuì circa 160, ma in questo campo chiuse l'attività tre anni prima, nel 1956.
È rimasta assai famosa la sigla, con il mappamondo che girava attorniato da due righe bianche lucenti rotonde, che alla fine formavano la scritta della ditta.

## Lista dei film prodotti e distribuiti
- Condottieri, regia di Luis Trenker (1937)
- Scipione l'Africano, regia di Carmine Gallone (1937)
- La corona di ferro, regia di Alessandro Blasetti (1940)
- Melodie eterne, regia di Carmine Gallone (1940)
- I pirati del golfo, regia di Romolo Marcellini (1940)
- San Giovanni decollato, regia di Amleto Palermi (1940)
- Una romantica avventura, regia di Mario Camerini (1940)
- La cena delle beffe, regia di Alessandro Blasetti (1941)
- L'allegro fantasma di Amleto Palermi (1941) solo anteguerra; nel dopoguerra la distribuzione fu curata dall'Italica Film
- Gli assi della risata, regia di Roberto Bianchi, Gino Talamo e Giuseppe Spirito (1943) distribuzione
- Campo de' fiori, regia di Mario Bonnard (1943)
- Totò al Giro d'Italia, regia di Mario Mattoli (1948)
- Biancaneve e i sette ladri di Giacomo Gentilomo (1949) distribuzione
- Senza bandiera di Lionello De Felice (1951) distribuzione
- Ci troviamo in galleria di Mauro Bolognini (1953) distribuzione
- La signora senza camelie di Michelangelo Antonioni (1953) produzione e distribuzione